# Za vedno
Za vedno je slovenski dramski film iz leta 2009.  

### Zgodba
Film pripoveduje o zakonskem paru iz Ljubljane, petintridesetletni Tanji, uspešni ženski, in njenem možu Maretu, arhitektu. 
Začne se s Tanjinim nočnim prihodom domov s prijateljičine rojstnodnevne zabave. Mare jo pričaka v stanovanju in je močno razburjen zaradi njene pozne vrnitve domov. Po mučnem pogovoru in ljubosumnih očitkih jo udari, izkaže se, da ne prvič. Tanja zbeži v kopalnico in nato se pogovarjata preko zaklenjenih vrat. Mare jo pregovori, da pride iz kopalnice, a postane zopet nasilen in jo celo posili. Ropot zbudi spodnjega soseda, ki pokliče policijo. Ob prihodu policije Tanja ne prizna, da bi bilo karkoli narobe. Ko policista odideta, Mare svojo ženo dalje psihično muči in razkrivajo se skrivnosti njunega razmerja. Tanja pove možu, da ve za njegovo varanje. Naposled le zaspita.
Tanja se zjutraj prva prebudi in zapusti stanovanje. Odide k drugemu moškemu.

## Produkcija
Producent je bil Vertigo v koprodukciji z E-Motion film. Projekt je ocenjen na 285.564 evrov, Filmski sklad RS je dal 80.000 evrov za povečavo na 35mm film. Film je bil posnet v šestih nočeh v režiserjevem stanovanju, dva prizora iz spodnjega stanovanja pa v producentovem stanovanju.

## Odziv kritikov in gledalcev

### Kritiki
Marcel Štefančič jr. (Mladina) je napisal, da je Kozole v svoji želji biti trendovski zmeraj bolj patetičen, da si film ne zasluži glasbe Patetica in Laibacha ter da pesem prvega sodi v New York, ne pa v ljubljanski blok. Menil je, da so gledalci že pred koncem ušli po popkorn ali v varno hišo. Replike Mareta in Tanje so mu zvenele prisiljeno, lika ga z obnašanjem nista prepričala, da živita v nasilnem razmerju.

### Obisk v kinu
Film je videlo 1.909 gledalcev.

## Zasedba
- Dejan Spasić: Mare
- Marjuta Slamič: Tanja
- Peter Musevski: sosed
- Mojca Partljič: sosedova žena
- Primož Petkovšek: taksist
- Aljoša Kovačič: policist
- Matija Kozamernik: policist
- Blaž Valič

## Ekipa
- fotografija: Aleš Belak
- glasba: Igor Leonardi, Patetico, Laibach
- montaža: Jurij Moškon
- kostumografija in scenografija: Zora Stančič
- maska: Mojca Gorogranc Petrushevska
- zvok: Boštjan Kačičnik

## Nagrade
- 2008: Župančičeva nagrada za filma Poštar in Za vedno: Damjan Kozole (Mestna občina Ljubljana)[5]

### Festival slovenskega filma 2008
- vesna za montažo
- vesna za glavno vlogo: Marjuta Slamič
- Stopova nagrada za igralko leta: Marjuta Slamič